# Napad na królową
Napad na królową – amerykański film przygodowy z 1966 roku w reż. Jacka Donohue na podstawie powieści Jacka Finneya.

## Opis fabuły
Mark i Linc są właścicielami kutra rybackiego. Jednak interes nie idzie im najlepiej, dlatego przyjmują propozycję wzięcia udziału w poszukiwaniach zatopionego przed wiekami hiszpańskiego galeonu ze złotem. Poszukiwania opierają się na zabytkowej mapie, której właścicielką jest piękna Włoszka Rosa. Wraz z nimi w wyprawie bierze udział były niemiecki podwodniak i weteran wojny Eric oraz awanturnik Vic. Jednak w miejscu domniemanego spoczynku galeonu natrafiają tylko na wrak niemieckiego U-Boota. Jest on w dość dobrym stanie, dlatego Eric wpada na pomysł podniesienia okrętu, wyremontowania go i użycia do pirackich napadów na statki. Za pierwszy swój cel piraci biorą liniowiec "Queen Mary" i znajdujący się na nim bank. Przebranym w brytyjskie mundury, udającym angielskich podwodniaków z uszkodzonym okrętem, udaje się zatrzymać olbrzymi statek i pod groźbą storpedowania dobrać do sejfu z gotówką i transportu złota. Niestety, ich plany krzyżuje okręt patrolowy amerykańskiej straży przybrzeżnej – Vic ginie, a Eric po krótkiej walce z amerykańską jednostką (usiłuje ją storpedować) idzie na dno wraz ze staranowanym U-Bootem. Z całej tej awantury wychodzą cało tylko Mark, Linc i Rosa, którym w ostatniej chwili udaje się w pontonie opuścić U-Boota.

## Główne role
- Frank Sinatra – Mark
- Errol John – Linc
- Virna Lisi – Rosa
- Alf Kjellin – Eric
- Anthony Franciosa – Vic